# Реджепов, Пена
Пена Реджепов (1918—2007) — старший сержант Рабоче-крестьянской Красной Армии, участник Великой Отечественной войны, Герой Советского Союза (1945).

## Биография
Родился 16 декабря 1918 года в ауле Курбан-Мамед (ныне — Берекетский этрап Балканского велаята Туркмении).
После окончания восьми классов школы работал учителем. В 1939 году Реджепов был призван на службу в Рабоче-крестьянскую Красную Армию. С начала Великой Отечественной войны — на её фронтах.
К февралю 1945 года старший сержант Пена Реджепов командовал орудием 426-го истребительно-противотанкового артиллерийского полка 6-й отдельной истребительно-противотанковой артиллерийской бригады 4-го Украинского фронта. Отличился во время освобождения Польши. 13 февраля 1945 года расчёт Реджепова отражал немецкие контратаки, направленные на захват моста через Вислу в районе города Бельско-Бяла, уничтожив 1 танк и несколько десятков солдат и офицеров противника. В тех боях Реджепов получил ранение, но продолжал сражаться.
Указом Президиума Верховного Совета СССР от 23 мая 1945 года старший сержант Пена Реджепов был удостоен высокого звания Героя Советского Союза с вручением ордена Ленина и медали «Золотая Звезда».
После окончания войны Реджепов был демобилизован. Окончил Ашхабадский педагогический институт.
Проживал в Ашхабаде, до выхода на пенсию работал в институте истории Академии наук Туркменской ССР. Автор ряда научных работ, кандидат исторических наук. Скончался в 2007 году.
Также награждён орденом Отечественной войны 1-й степени, двумя орденами Отечественной войны 2-й степени, орденом Красной Звезды и рядом медалей. В 2016 году посмертно награждён Медалью «За любовь к Отечеству».
В годы независимости Реджепов отказался писать статью о несуществующих военных подвигах Атамурада Ниязова — отца первого президента Туркменистана Сапармурада Ниязова. После этого ученого уволили из Академии наук, до своей смерти в 2007-м он подвергался травле.